# Chlamydaxine truncata
Chlamydaxine truncata är en plattmaskart. Chlamydaxine truncata ingår i släktet Chlamydaxine och familjen Axinidae. Inga underarter finns listade i Catalogue of Life.